# Gonzalo Torrente Ballester

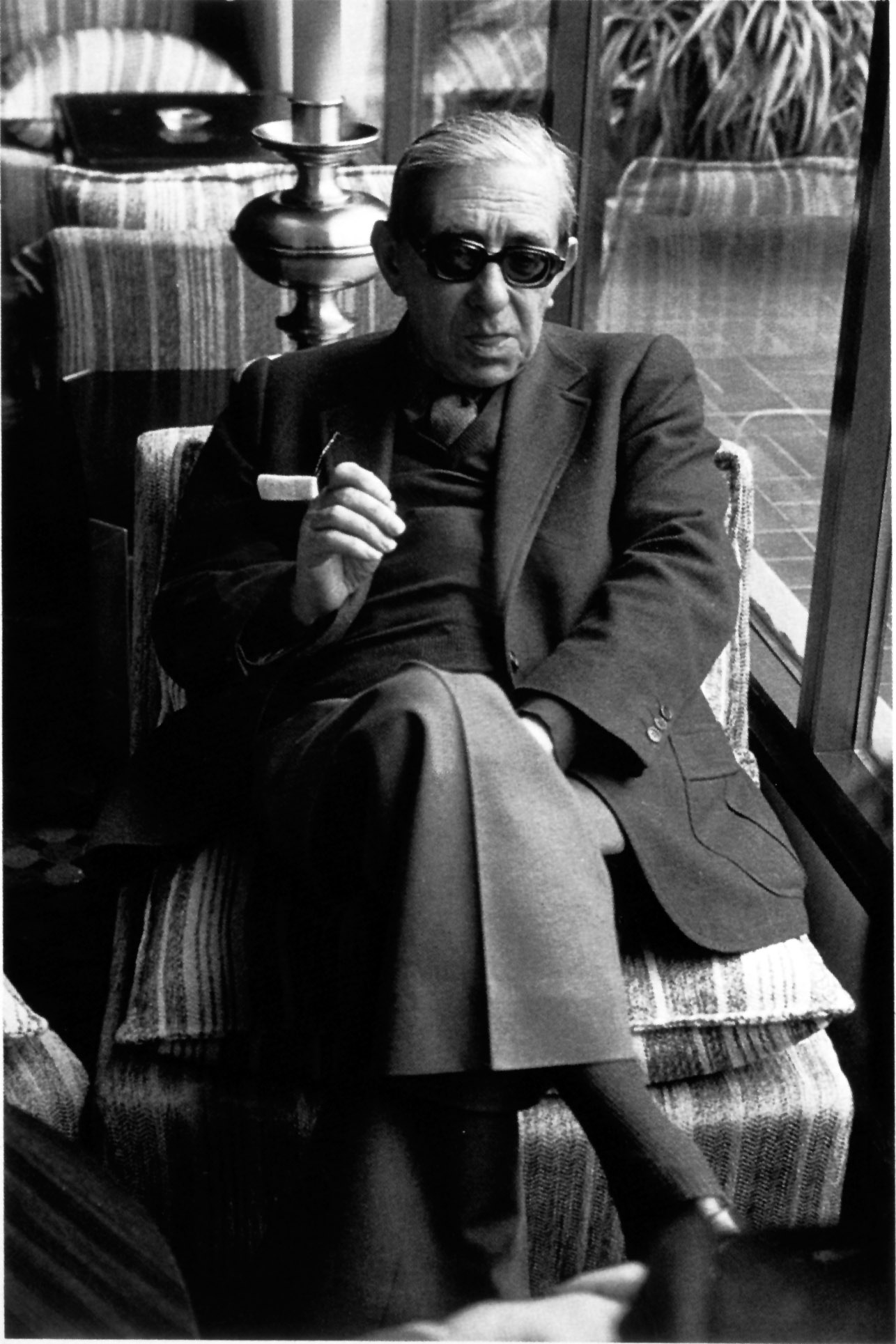
Torrente Ballester nel 1982

Gonzalo Torrente Ballester (Ferrol, 13 giugno 1910 – Salamanca, 27 gennaio 1999) è stato uno scrittore spagnolo, appartenente alla cosiddetta Generazione del 36.

## Biografia
Nato a Serantes, allora frazione di Ferrol, in Galizia, studiò all'università di Oviedo. Nel 1933 si iscrisse al partito nazionalista Galeguista.  Nel 1936 divenne assistente di Storia antica all'università di Santiago de Compostela. Durante l'Alzamiento nazionalista del luglio 1936 si trovava a Parigi. Tornato in ottobre, si iscrisse alla Falange Española. Nel 1937 a Burgos fece parte del gruppo di intellettuali falangisti detto il Grupo de Burgos, collaborando al quotidiano Arriba España. Nel 1941 fu tra i fondatori della rivista Escorial. Nel 1943 pubblicò la sua prima novella, Javier Mariño, e iniziò anche l'attività di critica teatrale.
Nel 1947 si trasferì a Madrid come docente di storia alla scuola militare navale, dove restò fino al 1964. Tra il 1957 e il 1962 pubblicò la trilogia Los gozos y las sombras, che gli diede notorietà presso il grande pubblico.
Nel 1966 andò a insegnare alla State University of New York, tornando in Spagna nel 1970.
Nel 1975 fu eletto membro della Real Academia Española.
Nel 1982 ha vinto il premio principe delle Asturie per la letteratura e nel 1985 il premio Miguel de Cervantes.

## Opere
- El viaje del joven Tobías, 1938;
- El casamiento engañoso, 1939;
- Lope de Aguirre, 1941;
- Javier Mariño, 1943;
- El golpe de estado de Guadalupe Limón, 1946
- El retorno de Ulises, 1946;
- Atardecer de Longwood, 1950;
- Los gozos y las sombras, trilogia (El señor llega, 1957; Donde da la vuelta el aire, 1960; La Pascua triste, 1962)
- Don Juan, 1963;
- Off-side, 1969;
- La saga/fuga de J. B., 1972;
- El Quijote como juego, 1974
- Fragmentos de Apocalipsis, 1977;
- La isla de los jacintos cortados, 1980;
- Quizá nos lleve el viento al infinito, 1984;
- Yo no soy yo, evidentemente, 1987;
- Filomeno a mi pesar, 1988;
- Crónica del rey pasmado, 1989
- Las islas extraordinarias, 1991

In italiano
Della sua vasta produzione letteraria e saggistica è stata pubblicata in Italia:
- Don Juan (Don Juan), Jaca book, Milano, 1984
- Scherzo in re maggiore, (Crónica del rey pasmado), Frassinelli, 1992